# Orca ten Broke
Die Orca ten Broke ist ein unkonventionelles Binnenschiff, das als Seminarschiff dient und ohne den Einsatz fossiler Brennstoffe auskommt.

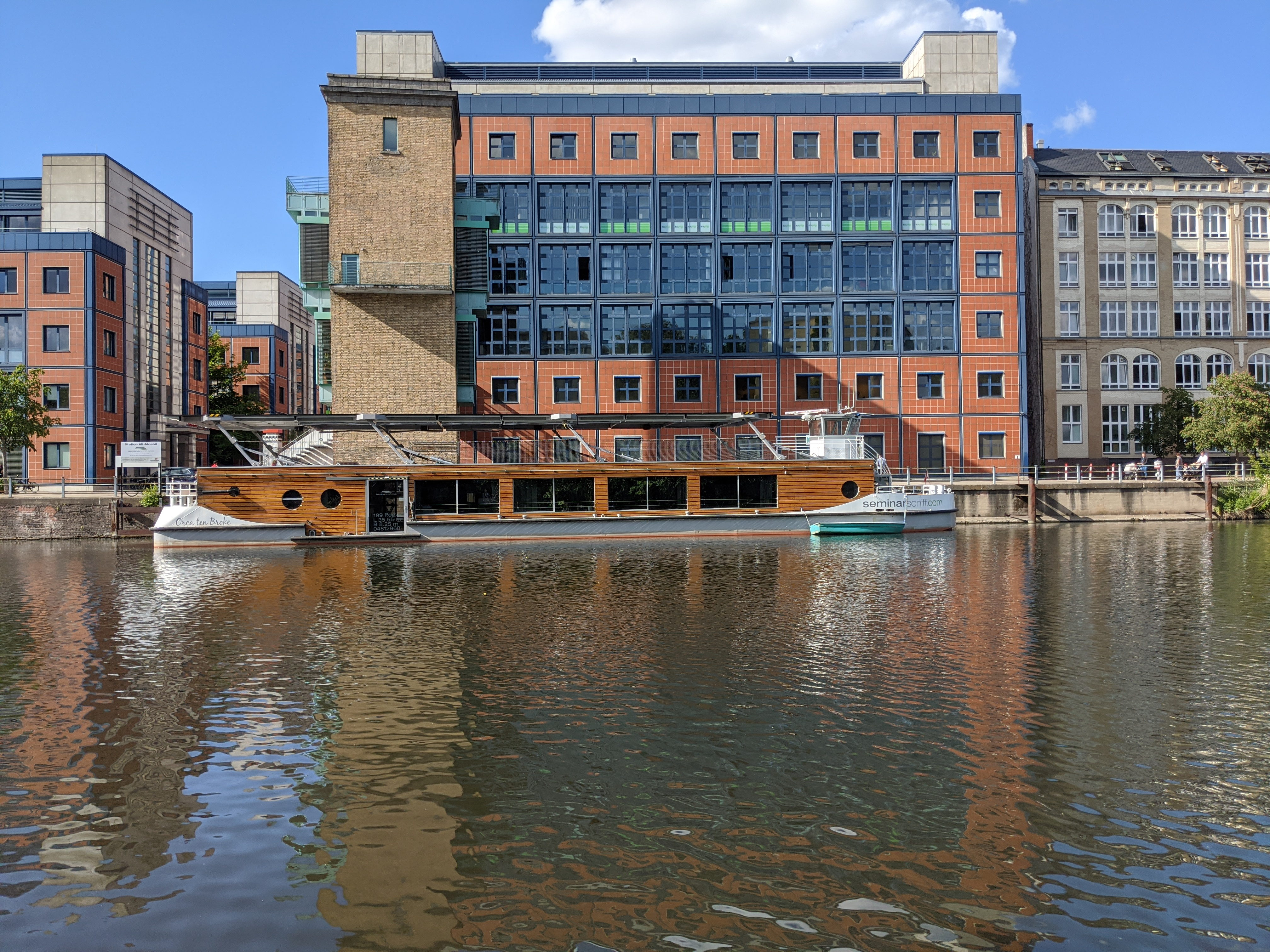
Orca ten Broke im Heimathafen Focus Teleport Berlin in Berlin-Alt-Moabit (2020)

## Beschreibung
Das CO2-neutrale Binnenschiff mit Zulassung für 199 Personen wurde bei Ostseestaal in Stralsund gebaut. Hier sind auch die Berliner solarunterstützten Akkufähren Fährbär entstanden. Das Schiff ist in drei Decks unterteilt, der Schiffskörper und die Aufbauten bestehen aus Stahl. Im untersten Deck sind die technischen Einrichtungen im Maschinen- und 4 Akkuräumen sowie die Tanks untergebracht. In dem 2,4 m hohen Zwischendeck befinden sich der Seminarraum, der über die gesamte Schiffsbreite reicht und mit Raumteilern auch in drei separate Räume geteilt werden kann. Darüber befindet sich das Sonnendeck mit den Solarmodulen.
Die 35,55 m lange und 8,25 m breite Orca ten Broke wird von einem 110 kW starken Elektromotor angetrieben.

## Nachhaltiger Betrieb
Der Akku wird von einer Photovoltaikanlage mit einer Leistung von 32 kWp auf dem Dach und einem Generator geladen. Bei günstiger Wetterlage kann die Photovoltaikanlage den gesamten Energiebedarf decken. Die Batterieanlage hat eine Kapazität von 250 Kilowattstunden. Der Generator wird von einem Deutzmotor vom Typ BF6M1013M angetrieben, der für paraffinische Treibstoffe wie hydrierte Pflanzenöle, recycelte Pflanzenöle und Abfallfetten sowie Flüssigkraftstoffe aus Erdgas (GtL) und Biomasse (BtL) zugelassen ist. Zukünftig sollen sogenannte E-Fuels (PtL), also CO2-neutrale Kraftstoffe aus Überschussstrom Verwendung finden.
Der Motor wird nach dem Prinzip von „Koppelung von Kraft und Wärme“ betrieben und liefert Strom und Wärme für Warmwasser und die Heizung. Dafür wurde ein 1500 Liter Pufferspeicher vorgesehen. Eine Fußbodenheizung, gute Isolierung und mehrfach verglaste Scheiben in den Fenstern sorgen für geringen Wärmebedarf.
Ziel des energetischen Konzeptes ist es, effiziente Technologien die bei Niedrigenergiegebäuden bereits erfolgreich realisiert wurden, auf das Seminarschiff zu übertragen. Das energetische Konzept wurde vom Eigner Felix Eisenhardt entwickelt und gemeinsam mit Ingo Schillinger von der Werft realisiert.
Wenn das Festmachen oder Ankern nicht möglich ist, kann mit absenkbaren Ankerpfählen „geparkt“ werden. Das Schiff wurde im November 2017 abgeliefert und zum Einsatzort nach Berlin überführt.

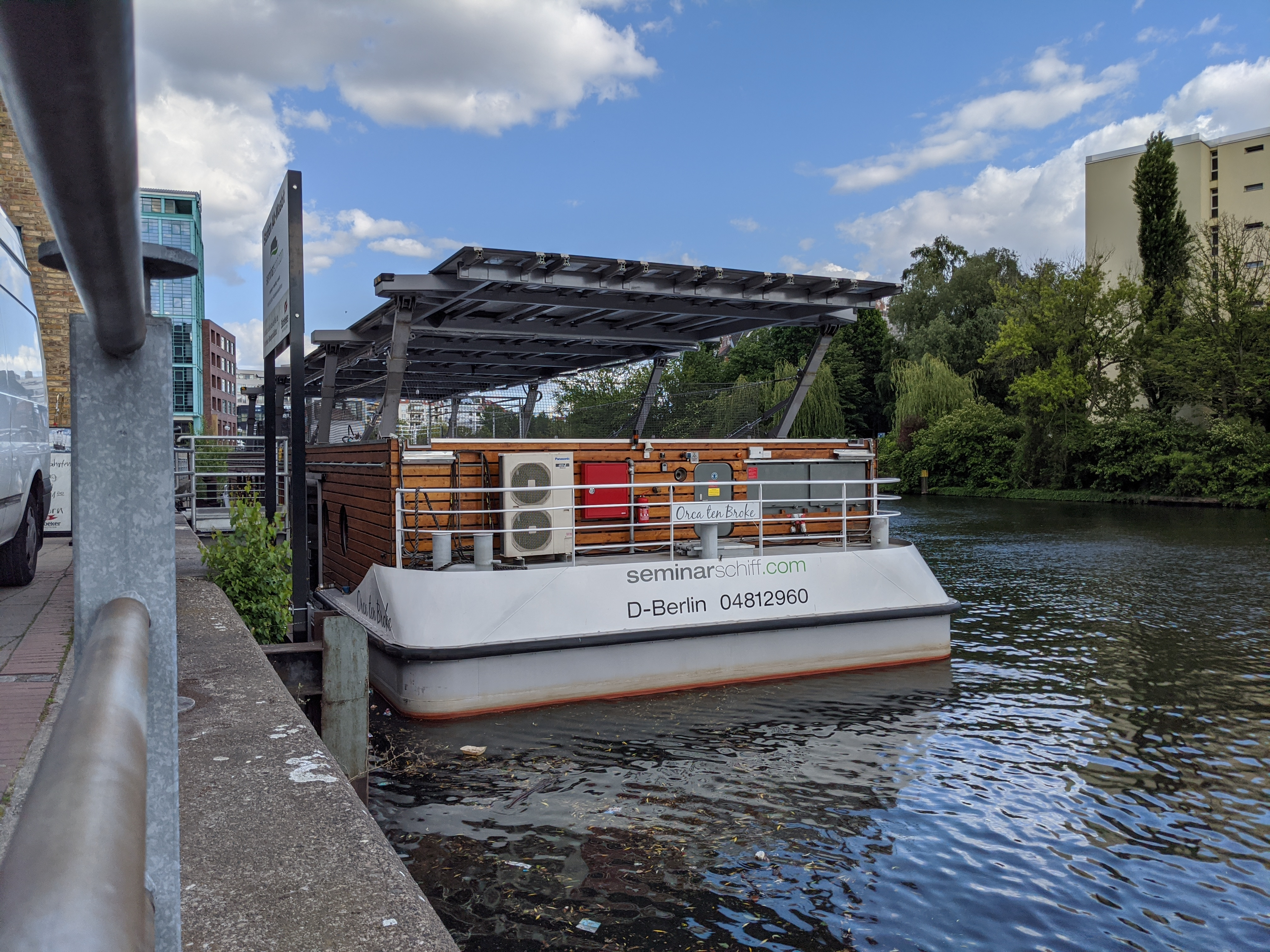
Orca ten Broke am Focus Teleport Berlin in Berlin-Alt-Moabit